# Spirorbis albus
Spirorbis albus är en ringmaskart som beskrevs av Morch 1863. Spirorbis albus ingår i släktet Spirorbis och familjen Serpulidae. Inga underarter finns listade i Catalogue of Life.